# Geher-Länderkampf der Männer 1958 Dänemark – BR Deutschland
| 4. Leichtathletik-Länderkampf mit bundesdeutscher Beteiligung 1958 | 4. Leichtathletik-Länderkampf mit bundesdeutscher Beteiligung 1958 |               |
| ------------------------------------------------------------------ | ------------------------------------------------------------------ | ------------- |
|                                                                    |                                                                    |               |
| Geher-Vergleich der Männer: Dänemark – BR Deutschland              |                                                                    |               |
| Austragungsort                                                     | Kopenhagen                                                         |               |
| Wettbewerbe                                                        | 2                                                                  |               |
| Datum                                                              | 22. Juni 1958                                                      |               |
| 1. FRG 2. DNK                                                      | 30 Punkte 14 Punkte                                                |               |
| Chronik                                                            |                                                                    |               |
| ← SUI-FRG-AUT Straß'lauf (M)                                       | NLD-FRG (M) →                                                      | NLD-FRG (M) → |

Der vierte Vergleich des Leichtathletik-Länderkämpfe mit bundesdeutscher Beteiligung 1958 bestand in einem Wettkampf der Geher mit Dänemark, der parallel mit der Straßenlauf-Begegnung zwischen der Schweiz, Bundesrepublik Deutschland und Österreich am 22. Juni in der dänischen Hauptstadt Kopenhagen ausgetragen wurde. Dieses Aufeinandertreffen fand seit 1953 alljährlich an verschiedenen Orten statt und immer hatte die Bundesrepublik Deutschland die Oberhand behalten.

## Wettbewerbe und Modus
Auf dem Programm standen wieder zwei Wettbewerbe, einer über 20 und einer über 50 Kilometer. Die Regeln waren dieselben wie bei den letzten Vergleichen der Geher. Von vier Startern je Land in den beiden Wettbewerben kamen die jeweils besten drei in die Wertung. Der erste Rang brachte sieben Punkte, der zweite fünf, der dritte vier usw. Der sechste Platz wurde noch mit einem Punkt belohnt.

## Ergebnis
Die bundesdeutschen Geher entschieden die Wertungen beider Disziplinen für sich und auch der jeweilige Einzelsieg ging an einen bundesdeutschen Athleten. So fiel das Ergebnis diesmal wieder deutlicher als im Vorjahr aus und dir Bundesrepublik siegte mit dreißig zu vierzehn Punkten.

## Legende
Kurze Übersicht zur Bedeutung der Symbolik – so üblicherweise auch in sonstigen Veröffentlichungen verwendet:
| DNF | nicht im Ziel (did not finish) |

## Resultate

### 20-km-Gehen
| Platz | Athlet               | Land | Zeit (h)  |
| ----- | -------------------- | ---- | --------- |
| 1     | Horst Thomanske      | FRG  | 1:37:13,2 |
| 2     | Horst Brüning        | FRG  | 1:38:08,8 |
| 3     | Siegfried Kemper     | FRG  | 1:39:18,4 |
| 4     | Oscar Jensen         | DNK  | 1:41:19,6 |
| 5     | Hans-Wilhelm Neuhaus | FRG  | 1:42:15,0 |
| 6     | Bengt Christoffersen | DNK  | 1:48:18,0 |
| 7     | Leo Rosschou         | DNK  | 1:50:17,8 |
| 8     | Ragnvald Thunestvedt | DNK  | 1:53:34,2 |

### 50-km-Gehen
| Platz | Athlet        | Land | Zeit (h)    |
| ----- | ------------- | ---- | ----------- |
| 1     | Claus Biethan | FRG  | 4:37:34,0   |
| 2     | Erik Reib     | DNK  | 4:45:24,0   |
| 3     | Emil Griem    | FRG  | 5:00:15,0   |
| 4     | Viktor Siuda  | FRG  | 5:00:15,0   |
| 5     | Jens Sorring  | DNK  | 5:07:39,2   |
| 6     | Bent Hanfgarn | DNK  | 5:30:54,2   |
| DNF   | Erich Hesmer  | FRG  | bei 42,5 km |

Dänemark stellte nur drei Geher.